# Agrochimie
Agrochimia este o știință interdisciplinară care se ocupă cu controlul și diagnoza stării de fertilizare a solului și a stării de nutriție, prin analiza chimică a solului și a plantei
Ea are ca mijloace de intervenție pentru menținerea sau sporirea fertilității, îngrășămintele și amendamentele, a căror folosire trebuie să ducă la sporirea cantitativă și calitativă a producției vegetale, la dirijarea proceselor fiziologice și biochimice de formare a productivității și rezistenței plantelor fără degradarea mediului înconjurător.
Agrochimia tratează problemele nutriției plantelor într-un sistem integrat cu mediul ambiant incluzând sistemul sol, sistemul plantă, îngrășăminte și microorganisme.